# اچ‌اس‌دابلیوام‌اس اسپیکا (تی۱۲۱)
اچ‌اس‌دابلیوام‌اس اسپیکا (تی۱۲۱) (به انگلیسی: HSwMS Spica (T121)) یک کشتی است که طول آن 42.5 m می‌باشد. این کشتی در سال ۱۹۶۶ ساخته شد.